# بتا کوهمیز
بتا کوهمیز یک ستاره است که در صورت فلکی کوهمیز قرار دارد.